# Madrileños por el mundo
Madrileños por el mundo és un programa de televisió emès per la cadena Telemadrid dirigit per la periodista Paloma Ferre. És un programa documental en el qual un equip de reporters viatja per diferents ciutats del món per a conèixer com viuen els madrilenys fora d'Espanya. Els protagonistes expliquen els motius del seu trasllat, ensenyen les ciutats on resideixen i comparteixen amb l'espectador els aspectes més interessants de la seva vida quotidiana.
Inicialment el programa va ser concebut com un especial del programa Mi cámara y yo de Telemadrid, que la seva seqüència d'obertura apareix a tots els capítols fins a gener de 2007, data en què l'especial Madrileños por el mundo inicia una aturada de sis mesos. Deixa de formar part de Mi cámara y yo i comença a funcionar com un programa propi a partir de juliol de 2007, per la qual cosa va complir 10 anys com a programa independent al juliol de 2017.

## Emissió
S'ha emès amb periodicitat mensual des d'abril de 2005 fins a gener de 2007, quan encara era un especial del programa setmanal Mi cámara y yo, i amb periodicitat setmanal des dels seus inicis com a programa propi al juliol de 2007 fins a l'actualitat. S'emet els dimarts des del 17 de setembre de 2013.

## Format
El programa s'estructura entorn d'una sèrie de reportatges sobre els madrilenys que viuen a l'estranger, en general quatre o més. La durada s'ha anat allargant amb el pas dels anys, des d'uns 25 minuts en els seus inicis a uns 35, abans de passar a uns 50 minuts després de novembre de 2008. Aconsegueix finalment el format actual de més d'una hora a partir de la temporada 2013/2014 (T4), sovint arriba a superar des de llavors l'hora i 10 minuts, gairebé el triple de la durada inicial.
Fins al 24 de maig de 2010 els documentals s'emeten en format 4:3. A partir del 31 de maig de 2010 s'emeten en format 16:9.

## Premis
- Premi de l'Acadèmia de la Televisió com a "Millor programa documental espanyol” en 2008.
- Premi al "Millor programa" en els "Premis Fòrum de l'Espectador per una Televisió de Qualitat" en 2008.
- Millor Programa als Premis Ondas 2009 "per ser l'iniciador d'una fórmula d'èxit que marca tendència en televisió".
- Premi al "Millor programa de sèrie documental de televisió" de l'Agrupació de Teleespectadors i Radiooients de Madrid (ATR) en 2009.
- Premi "Guillermo Marconni de Ràdio i Televisió" que concedeix la Vila de Madrid dins dels Premis "Vila de Madrid" de 2010 per ser “descobridor d'un nou format televisiu d'èxit, que ha transformat el panorama de la televisió d'Espanya".
- Encàrrec del 2 de maig de la Comunitat de Madrid el 2010 "pel seu èxit continuat des de fa cinc anys".
- Segon accèssit del Premi Internacional sobre Puerto Rico "José Ramón Piñeiro León" en 2010, "per posar en relleu el bon acolliment que es brinda als espanyols que emigren a Puerto Rico en el reportatge sobre Puerto Rico emès en 2008".
- Premi Nebrija Tourism Experience, Millor Programa en Mitjans de comunicació en 2010.
- Premi Viatger de l'Any 2012 que anualment atorga la revista Condé Nast Traveler.
- Premi “Francos Rodríguez” de l'Asociación de la Prensa de Madrid el 2012.
- Premi Comunicació de la Sociedad Geográfica Española el 2012.
- Accèssit del Premi internacional Puerto Rico "José Ramón Piñeiro León", en reconeixement del programa que Madrilenys pel món va dedicar a Puerto Rico en 2015.
- Antena de Plata de l'Associació de Professionals de Ràdio i Televisió de la Comunitat de Madrid en 2016.
- Premi a la millor “Comunicació i informació exterior” de la Televisió Nacional del Vietnam en 2016, en reconeixement del programa que Madrilenys pel món va dedicar a Vietnam i que va ser emès per Telemadrid el 8 de desembre de 2015.